# Marcus König
Marcus König (Norimberga, 11 ottobre 1980) è un politico tedesco, sindaco di Norimberga dal 1º maggio 2020.